# Eduardo Flores
Eduardo Raúl Flores (La Plata, 1944. április 23. – 2022. január 20.) argentin labdarúgó, csatár, edző.

## Pályafutása

### Játékosként
1962 és 1971 között az Estudiantes, 1972–73-ban a francia AS Nancy, majd 1973–74-ben a Toulouse FC labdarúgója volt. Az Estudiantes csapatával egy argentin bajnoki címet és három Copa Libertadorest nyert.

### Edzőként
1991–92-ben korábbi klubja, az Estudiantes vezetőedzője volt.

## Sikerei, díjai
Estudiantes
- Argentin bajnokság
  - bajnok: 1967
- Copa Libertadores
  - győztes (3): 1968, 1969, 1970
- Interkontinentális kupa
  - győztes: 1968
  - döntős (2): 1969, 1970
- Copa Interamericana
  - győztes: 1969